# Didymocantha vittata
Didymocantha vittata là một loài bọ cánh cứng trong họ Cerambycidae.